# 한미연합군사령부 부사령관
한미연합군사령부 부사령관(韓美聯合軍司令部 副司令官)은 대한민국 육군에서 대장 계급을 가진 지휘장교에게 주어지는 한미연합군사령부에서의 직위이다.

## 역할
대한민국 국군이 평시 작전통제권을 미국에게 양도받았으나, 아직까지 전시 작전통제권을 양도받지 아니하였기에, 한미연합군사령부의 사령관은 미군이, 부사령관은 한국군이 맡고 있다. 두 사령관 모두 대장 계급을 갖고 있다. 
한미연합군사령관 겸 유엔군사령관, 주한미군사령관은 미국 육군 대장이, 한미연합군 부사령관은 대한민국 육군 대장이 맡는다. 전시 지상군사령관을 겸임하였으나 2019년 지상작전사령부가 출범하면서 그 직위가 넘어갔다. 
한미연합사 부사령관의 역할은 대략적으로 다음과 같다:
- 한미연합군사령관 보좌 및 대리
- 한미동맹 협력 강화
- 한미 연합 작전 지휘
- 미군과의 협조 및 소통
- 한미 군사외교 역할

## 목록
다음은 역대 한미연합군사령부 부사령관의 목록이다.
| 정부        | 대수 | 사진 | 이름           | 계급 | 임기                               | 비고                           |
| ----------- | ---- | ---- | -------------- | ---- | ---------------------------------- | ------------------------------ |
| 제4공화국   | 초대 |      | 류병현(柳炳賢) | 대장 | 1978년 11월 7일 ~ 1979년 12월      |                                |
| 제4공화국   | 2대  |      | 백석주(白石柱) | 대장 | 1979년 12월 21일 ~ 1981년 9월      | 국보위                         |
| 제5공화국   | 3대  |      | 박노영(朴魯榮) | 대장 | 1981년 9월 8일 ~ 1983년 8월        |                                |
| 제5공화국   | 4대  |      | 이상훈(李相薰) | 대장 | 1983년 8월 ~ 1985년 9월            |                                |
| 제5공화국   | 5대  |      | 한철수(韓哲洙) | 대장 | 1985년 9월 ~ 1987년 8월            |                                |
| 제5공화국   | 6대  |      | 정진태(鄭鎭泰) | 대장 | 1987년 8월 ~ 1989년 4월            | 하나회 출신                    |
| 노태우 정부 | 7대  |      | 나중배(羅重培) | 대장 | 1989년 4월 ~ 1990년 12월           | 하나회 출신                    |
| 노태우 정부 | 8대  |      | 김진영(金振永) | 대장 | 1990년 12월 ~ 1991년 12월 3일      | 하나회 출신                    |
| 노태우 정부 | 9대  |      | 김동진(金東鎭) | 대장 | 1991년 12월 3일 ~ 1993년 3월       | 국방부 장관 역임               |
| 김영삼 정부 | 10대 |      | 김재창(金在昌) | 대장 | 1993년 3월 31일 ~ 1994년 4월 19일  | 하나회 출신                    |
| 김영삼 정부 | 11대 |      | 장성(張城)     | 대장 | 1994년 4월 19일 ~ 1996년 10월 21일 |                                |
| 김영삼 정부 | 12대 |      | 김동신(金東信) | 대장 | 1996년 10월 21일 ~ 1998년 3월      | 국방부 장관 역임               |
| 김대중 정부 | 13대 |      | 정영무(鄭永武) | 대장 | 1998년 3월 ~ 2000년 4월 28일       |                                |
| 김대중 정부 | 14대 |      | 이종옥(李鍾玉) | 대장 | 2000년 4월 28일 ~ 2002년 4월 10일  |                                |
| 김대중 정부 | 15대 |      | 남재준(南在俊) | 대장 | 2002년 4월 10일 ~ 2003년 4월 4일   | 국가정보원장 역임              |
| 노무현 정부 | 16대 |      | 신일순(申日淳) | 대장 | 2003년 4월 4일 ~ 2004년 6월 2일    |                                |
| 노무현 정부 | 17대 |      | 김장수(金章洙) | 대장 | 2004년 6월 2일 ~ 2005년 3월 31일   | 육군참모총장, 국방부 장관 역임 |
| 노무현 정부 | 18대 |      | 이희원(李熙元) | 대장 | 2005년 3월 31일 ~ 2006년 11월 21일 |                                |
| 노무현 정부 | 19대 |      | 김병관(金秉寬) | 대장 | 2006년 11월 21일 ~ 2008년 3월 28일 |                                |
| 이명박 정부 | 20대 |      | 이성출(李成出) | 대장 | 2008년 3월 28일 ~ 2009년 9월 21일  |                                |
| 이명박 정부 | 21대 |      | 황의돈(黃義敦) | 대장 | 2009년 9월 21일 ~ 2010년 6월 24일  | 육군참모총장 역임              |
| 이명박 정부 | 22대 |      | 정승조(鄭承兆) | 대장 | 2010년 6월 24일 ~ 2011년 10월 24일 | 합동참모의장 역임              |
| 이명박 정부 | 23대 |      | 권오성(權五晟) | 대장 | 2011년 10월 24일 ~ 2013년 9월 27일 | 육군참모총장 역임              |
| 박근혜 정부 | 24대 |      | 박선우(朴宣宇) | 대장 | 2013년 9월 27일 ~ 2015년 9월 17일  |                                |
| 박근혜 정부 | 25대 |      | 김현집(金賢執) | 대장 | 2015년 9월 17일 ~ 2016년 9월 22일  | 하나회 출신                    |
| 박근혜 정부 | 26대 |      | 임호영(任浩永) | 대장 | 2016년 9월 22일 ~ 2017년 8월 11일  | 알자회 출신                    |
| 문재인 정부 | 27대 |      | 김병주(金炳周) | 대장 | 2017년 8월 11일 ~ 2019년 4월 17일  |                                |
| 문재인 정부 | 28대 |      | 최병혁(崔秉赫) | 대장 | 2019년 4월 17일 ~ 2020년 9월 23일  |                                |
| 문재인 정부 | 29대 |      | 김승겸(金承謙) | 대장 | 2020년 9월 23일 ~ 2022년 5월 25일  | 43대 합참의장 임명             |
| 윤석열 정부 | 30대 |      | 안병석(安炳錫) | 대장 | 2022년 5월 26일 ~ 2023년 10월 30일 |                                |
| 윤석열 정부 | 31대 |      | 강신철(姜信哲) | 대장 | 2023년 10월 30일 ~                 |                                |